# Vlieger (munt)

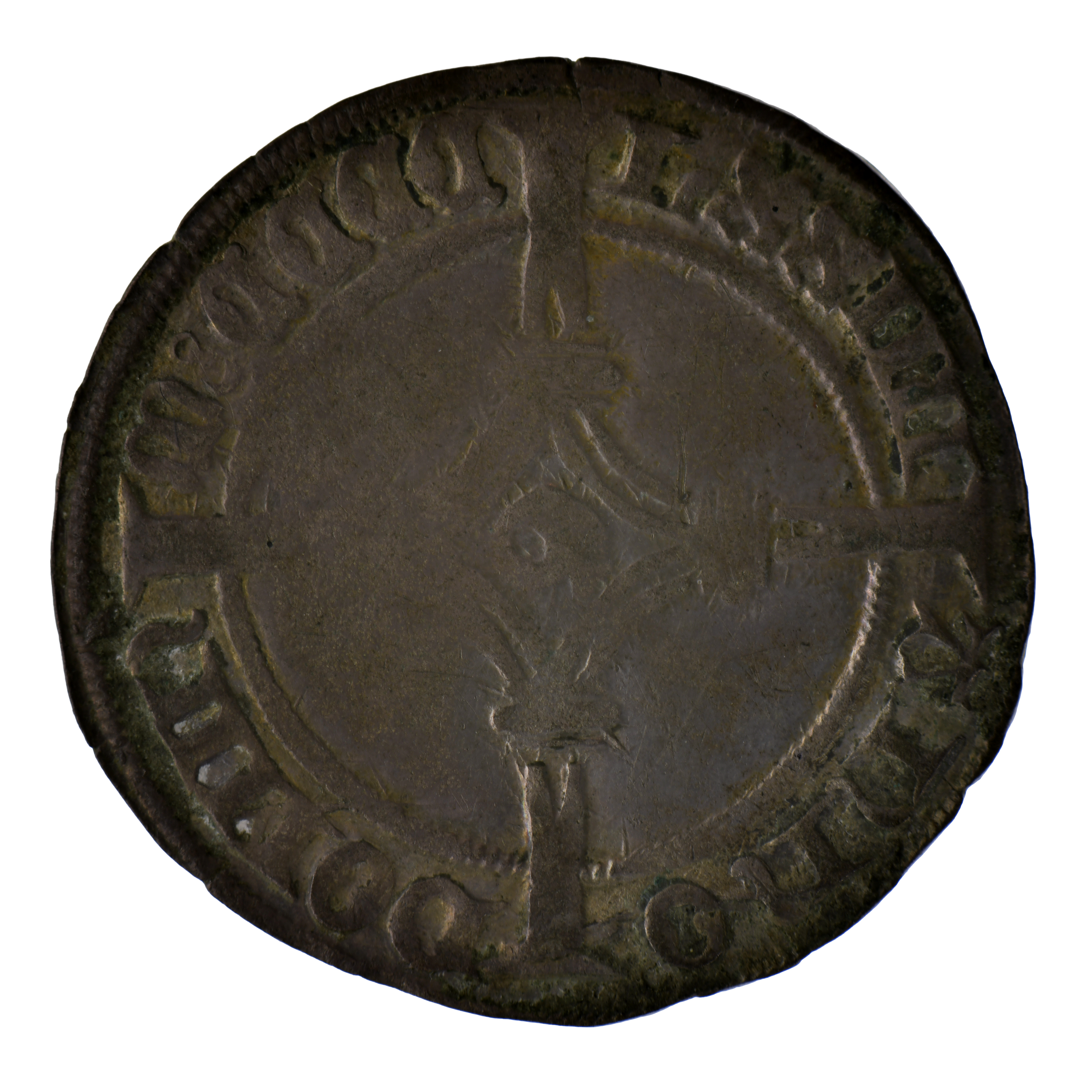
Vlieger (Groningen, 1474)

De vlieger was een munt die in de 15e en 16e eeuw werd geslagen in de stad Groningen en in de 15e eeuw in Friesland. In de 16e eeuw kwam de munt tevens voor in diverse delen van de Habsburgse Nederlanden, zoals Vlaanderen, Brabant, Holland en Gelre. Er is eveneens een vlieger bekend uit 1269, geslagen te Aalst.
De munt werd vlieger genoemd vanwege de adelaar die op deze munten stond afgebeeld.

## Groningen
In de stad Groningen werden vliegers geslagen in de 15e en 16e eeuw. Een vlieger had de waarde van een stuiver, oftewel twintigste van een gulden. Er bestonden ook halve vliegers. De Groninger munten toonden een dubbele adelaar boven het Groningse wapen; op de achterzijde stond een hart afgebeeld met een ruitvorm in het midden.

## Friesland
In Friese steden als Sneek, Bolsward en Leeuwarden werden in de tweede helft van de 15e eeuw soortgelijke munten geslagen, waarschijnlijk naar het voorbeeld van de Groningse munten. Vanwege de onderlinge gelijkenis worden deze munten ook vliegers genoemd. Naast de hele vlieger zijn er ook kwart vliegers bekend.

## Habsburgse Nederlanden
Op 11 augustus 1536 werd door Karel V een nieuwe munt ingevoerd met een waarde van vier stuivers. Ook deze munt werd vlieger genoemd.

## Herdenkingsmunt Bolsward
Bolsward heeft in 1995, 2000 en 2005 een vlieger uitgebracht ter herdenking van de stadsrechten uit 1455.